# 米奇家族的萬聖歷險
是2002年由迪士尼电视动画公司制作的米奇家族萬聖夜動畫電影，于2002年9月3日由華特迪士尼家庭娛樂公司以錄像帶首映（录影带和DVD）的形式出版發行。該作是迪士尼電視卡通影集《米老鼠群星會》（House of Mouse）所衍生出的作品，而上一部也是由《米老鼠群星會》所衍生出的聖誕節特別作品是2001年發行的《米奇的神奇耶誕》。
影片中一共穿插了1937年至2000年之间放映过的8部與萬聖夜有關的米老鼠系列動畫短片，並套用了迪士尼反派佔領米老鼠群星會俱樂部，米奇和他的伙伴不甘心就此罷手，試圖奪回群星會俱樂部的故事。该片由迪士尼电视动画公司制作，动画制作由Toon City Animation负责，另有佛罗里达州的華特迪士尼動畫工作室提供额外动画制作。
本片於2003年4月12日在台灣由博偉家庭娛樂發行VCD、DVD。2003年12月29日在香港由洲立影視代理發行VCD、DVD。中国大陆以《米奇家族的万圣历险》的片名由中国录音录像出版总社出版，中录德加拉家庭娱乐有限公司发行正版迪士尼VCD。

## 劇情
在米老鼠群星會的万圣节之夜，许多惡名昭彰的迪士尼反派角色纷纷现身来到群星會俱樂部。邪惡巫師賈方（《阿拉丁》）为米奇家族制定了一个诡计，但反派们必须要等到午夜时才能看到他施行这个诡计。
在一系列跟鬼怪有關的米老鼠卡通放映完之后，铁鈎船長（《小飛俠》）、壞女人库伊拉（《101忠狗》）、海巫婆乌苏拉（《小美人鱼》）、冥王凯帝斯（《大力士》）、印度蟒卡奥（《森林王子》）以及惡毒的紅心皇后（《爱丽丝梦游仙境》）等其他迪士尼反派一起加入了贾方想要顛覆群星會俱樂部，將之變成邪惡大本營的计划。大壞蛋們开始聯手搞怪，爭相登上舞台共同合唱了一首歌曲“是我们的俱樂部！”（It's Our House Now!），从而反客為主佔領了群星會俱樂部。迪士尼的英雄主角们、迪士尼公主们还有其他角色都被困在了厨房里，而米奇和他的几个伙伴则被扔到了大街上。他们目睹了“米老鼠群星會”（House of Mouse）的招牌被更换成了“反派群星會”（House of Villains）。
米奇、唐老鸭和高飞试图夺回他们的俱樂部，但幻想魔神（Chernabog）阻止他们进入大楼。在倒数第二部卡通放映结束之后，米妮又尝试了一次，但被铁鈎船長给随意地扔了出去。在最后一部卡通放映结束之后，米奇穿上了他在《幻想曲》中的巫师服装，并用火球向贾方发起了魔法决斗的挑战。就在米奇的巫师帽子被反彈回來的火球給撞掉的时候，阿拉丁突然乘着魔毯从厨房的另一道门逃脱，并把神灯交给了米奇的伙伴们。他们把神灯扔给了米奇，这使得大多数反派在贾方被吸进神灯之前都吓得逃走了。最后，所有被困住的角色都被释放，群星會俱樂部再次充满了欢声笑语，奇妙仙子使用魔法将招牌的名称重新变回了“米老鼠群星會”。

## 配音演員
| 角色                                                                               | 英語原聲                                 | 國語配音 | 粵語配音 |
| ---------------------------------------------------------------------------------- | ---------------------------------------- | -------- | -------- |
| 米奇（Mickey Mouse）                                                               | 维恩·奥尔温                              | 吳文民   |          |
| 米妮（Minnie Mouse）                                                               | 露丝·泰勒                                | 林芳雪   |          |
| 高飛（Goofy）                                                                      | 比尔·法玛尔                              | 陳明陽   |          |
| 布鲁托（Pluto）                                                                    | 比尔·法玛尔                              | 原聲     | 原聲     |
| 唐老鴨（Donald Duck）                                                              | 东尼·安瑟莫                              | 謝文德   |          |
| 休依、杜依和路依 （Huey, Dewey and Louie）                                         | 东尼·安瑟莫                              |          |          |
| 黛丝（Daisy Duck）                                                                 | 特雷莎·麦克尼尔                          | 劉小芸   |          |
| 賈方（Jafar）                                                                      | 乔纳森·弗里曼                            | 陳明陽   |          |
| 艾格（Iago）                                                                       | 吉尔伯特·戈特弗里德                      | 姜先誠   |          |
| 铁鈎船長（Captain Hook）                                                           | 柯瑞·伯顿                                | 胡大衛   |          |
| 庫伊拉·德維爾（Cruella de Vil）                                                    | 苏珊·布莱克史利                          | 崔幗夫   |          |
| 乌苏拉（Ursula）                                                                   | 帕特·卡罗尔                              | 姜瑰瑾   |          |
| 红心皇后（Ursula）                                                                 | 特雷莎·麦克尼尔（Tress MacNeille）       | 姜瑰瑾   |          |
| 凱帝斯（Hades）                                                                    | 罗布·保森（Rob Paulsen、唱歌）           |          |          |
| 痛苦（Pain）                                                                       | 鮑勃凱特·戈德斯韋特（Bobcat Goldthwait） | 楊少文   |          |
| 慌張（Panic）                                                                      | 馬特·弗里沃（Matt Frewer）               | 李勇     |          |
| 阿拉丁（Aladdin）                                                                  | 斯科特·维格（Scott Weinger）             | 李勇     |          |
| 命運女神（The Fates）                                                              | 特雷莎·麦克尼尔（Tress MacNeille）       | 王景平   |          |
| 皮特（Peg Leg Pete）                                                               | 吉姆·卡明斯（Jim Cummings）              | 佟紹宗   |          |
| 其他配音員                                                                         |                                          |          |          |
| 國語：陳旭昇、陳秀珠、于正昌、劉鵬志、周寧、莊蕙如、方雪莉、蕭蔓萱、洪紫晶、田平春 |                                          |          |          |

- 中文版製作：DISNEY CHARACTER VOICES INTERNATIONAL, INC.

## DVD特别收錄
- 嚇人的小把戲（Fright Delight）
- 「壞蛋輪盤」互動遊戲（"Reel of Misfortune" Game）

## 外部連結
- 《米奇家族的萬聖歷險》 - 迪士尼電影資料庫（繁體中文）
- 互联网电影数据库（IMDb）上《米奇家族的萬聖歷險》的资料（英文）
- 豆瓣电影上《米奇家族的萬聖歷險》的資料 （简体中文）
- AllMovie上《米奇家族的萬聖歷險》的资料（英文）
- 爛番茄上《米奇家族的萬聖歷險》的資料（英文）